# Академия проблем безопасности, обороны и правопорядка
Общеросси́йская обще́ственная организа́ция «Акаде́мия пробле́м безопа́сности, оборо́ны и правопоря́дка» (АБОП) — общественная организация, существовавшая в России в 2000—2008 годах.
Ликвидирована 10 декабря 2008 года решением Верховного Суда Российской Федерации, оставленным в силе кассационной инстанцией 19 февраля 2009 г. Согласно решению суда, организация незаконно выдавала внешне похожие на государственные удостоверения профессора, члена-корреспондента и академика.

## История
АБОП была учреждена 10 июля 2000 года. По сведениям российского журналиста Андрея Солдатова, поддержку организации на первом этапе оказывал занимавший в то время пост первого заместителя секретаря Совета безопасности России Михаил Фрадков. 31 августа 2000 года АБОП была зарегистрирована в Министерстве юстиции Российской Федерации. В 2002 году она была утверждена научным общественным центром Комитета Государственной Думы Федерального собрания РФ по безопасности для научно-исследовательского обеспечения законодательной работы в сфере национальной безопасности.
Генеральная прокуратура Российской Федерации и ФСБ России, Федеральная налоговая служба, Министерство юстиции Российской Федерации и Геральдический совет при Президенте Российской Федерации выявили в деятельности организации нарушения законодательства Российской Федерации.
В сообщении Генеральной прокуратуры Российской Федерации говорится: «…В частности, АБОП и Национальный комитет вопреки действующему законодательству учредили 73 вида идентичных государственным наград, в том числе ордена, медали, нагрудные знаки, а также установили ученые степени, ввели форменное обмундирование, аналогичное военной форме, а также воинские звания…». «…Образцы дипломов и аттестатов, выдаваемых академией, имеют сходство с дипломами и аттестатами государственного образца, что не исключает их использование в качестве таковых…». Все это, по мнению прокуратуры: «…создает условия для коррупционных проявлений и дискредитирует государственную власть…».
Как установило следствие, годовой бюджет организации составлял около 1 млн долларов. В декабре 2008 года из офиса организации в Москве на Садовой-Кудринской улице 26/40 были вывезены все учреждённые ею ордена и медали, они официально признаны недействительными. Экс-президент АБОП Виктор Григорьевич Шевченко по решению Хамовнического районного суда города Москвы был оштрафован на 500 рублей.
8 декабря 2008 года Верховный Суд РФ рассматривал заявление Генерального прокурора РФ о закрытии Общероссийской общественной организации «Академия проблем безопасности, обороны и правопорядка». 10 декабря 2008 года Верховный Суд Российской Федерации принял решение удовлетворить заявление Генерального прокурора РФ и ликвидировать АБОП. По сообщению Генпрокуратуры: «Подобная деятельность создавала условия для коррупционных проявлений и дискредитировала государственную власть. Также были установлены факты совершения преступлений с использованием этих удостоверений, а также лоббирования интересов различных структур» .
Решение суда было обжаловано в судебной коллегии по гражданским делам Верховного Суда РФ. 19 февраля 2009 года Определением судебной коллегии решение ВС о ликвидации по заявлению Генерального прокурора общероссийской общественной организации «Академия проблем безопасности, обороны и правопорядка» от 10 декабря 2008 года было оставлено без изменения.
Одному из членов организации, Степану Кашурко, вменяется создание минимум двух фальсификаций — статьи «Кровавое зарево Хайбаха» в журнале «Дош» о массовом убийстве в Хайбахе и публикации стенограммы разговора с И. С. Коневым о более чем 46 миллионах раненых и искалеченных во время Великой Отечественной войны граждан СССР и о массовом выселении из Москвы в 1949 году инвалидов-фронтовиков. В 2017 году внучка маршала Конева Елена заявила, что заявления Кашурко о монологе Конева являются фальшивкой, поскольку Кашурко на момент предполагаемого «интервью» (1968 или 1970 год) был всего лишь курьером ЦК ВЛКСМ и не имел никаких возможностей для общения с маршалом Коневым.

## Деятельность организации
Помимо торжественных мероприятий связанных с награждениями, организация финансировала проекты, касающиеся исследований в области безопасности, различные курсы подготовки и т. п.
Президент Академии Шевченко отмечал: «Наши специалисты выделили следующие объекты первостепенной защиты жизненно важных интересов страны от внешних и внутренних угроз: конституционный строй и высшие должностные лица, правовая система государства, защищенность личности, общества и государства от последствий антропогенного воздействия на окружающую среду, стихийных бедствий и катастроф, продовольственная безопасность (способность отечественных производителей обеспечить население страны в определенный исторический момент питанием в объёмах и качестве, соответствующих минимальным медицинским нормам), экономическая основа государства».
Организацией была учреждена Автономная некоммерческая организация «Академия национальной безопасности, обороны и правопорядка» (АНБОП). АНБОП имеет статус негосударственного высшего учебного заведения. Руководитель — Радин Валерий Борисович.
Организацией была учреждена Автономная некоммерческая организация «Национальный комитет общественных наград», совместно с которой были разработаны 73 вида наград. Дизайн этих наград напоминал государственные награды Российской империи и СССР. Церемонии награждения также напоминали государственные, хотя формально это были частные мероприятия.
Практика организации награждать высокопоставленных иностранных деятелей оценивается прессой неоднозначно.
По утверждению президента Академии Шевченко: «Деятельность академии благословил Патриарх Московский и всея Руси Алексий II».

## Награды
Среди многочисленных наград, учреждённых организацией, были ордена, названные именами Петра Великого, Александра Невского, Екатерины Великой (все — трёх степеней), Георгия Жукова, Юрия Андропова, Михаила Ломоносова, адмирала Кузнецова, Николая Пирогова, а также ордена «Великая Победа» и «Меценат России». Также организация вручала премии с медалями имени Юрия Андропова, Георгия Жукова, Михаила Ломоносова, Петра Великого.
Организацией также присваивались почётные звания «Заслуженный деятель науки АБОП» и «Заслуженный юрист АБОП» с вручением соответствующих нагрудных знаков и удостоверений.
Академией были утверждены форма одежды, знаки различия (погоны) и звания. Система званий повторяла систему воинских званий ВС России с той лишь разницей, что после звания следовало сокращение «АБОП»: например, курсант АБОП, лейтенант АБОП, маршал АБОП.

## Руководство и структура
Президенты
- Шевченко, Виктор Григорьевич (до 2008 года)[5]
- Стефанов, Александр Васильевич (с 30 октября 2008 года)[16]

Вице-президенты
- Владимир Семёнов (с 2005 года)

На внеочередной конференции Общероссийской общественной организации «Академия проблем безопасности, обороны и правопорядка», проходившей 30 октября 2008 года, был избран новый президиум, состоящий из 33 человек.